# Thylacoleo hilli
Espèce
Thylacoleo hilli est une espèce fossile du genre également éteint Thylacoleo ayant vécu pendant le Pliocène.

## Systématique
Le fossile holotype a été trouvé à Town Cave en Australie du Sud. En 1979, des étudiants et des membres du personnel de l’ Université de New South Wales ont découvert d’autres spécimens possibles sur le site fossilifère de Bow. 

## Description
C'est la plus petite et la plus ancienne des espèces du genre Thylacoleo, un genre de trois espèces dénommées « lions marsupiaux » pour leur ressemblance dans la forme et les habitudes des lions africains, et lointainement apparentées au Thylacinus cynocephalus moderne. Ce sont les plus anciennes espèces du genre, apparaissant dans des archives datant de l'époque pliocène, et existaient à la même époque que le plus grand Thylacoleo crassidentatus. 
Contrairement à d'autres matériaux de la famille, tels que les matériaux fossiles et sub-fossiles bien conservés de Thylacoleo carfinex, T. hilli est représenté par quelques spécimens de fossiles fragmentaires. La possibilité que la petite prémolaire de l'espèce soit une dent cadrée d'une autre, qui sont parfois perdues ou résorbées dans certains genres de Vombatiformes, a été exclue du fait des signes d'usure et de l'absence de cette caractéristique apparaissant chez d'autres espèces de thylacinidés[pas clair]. 